# Pajkovci
Pájkovci (znanstveno ime Arachnida, iz grške ἀράχνη - arachne: pajek) so razred členonožcev iz poddebla pipalkarjev. Velika večina od več kot 100.000 opisanih vrst, ki jih uvrščamo med pajkovce, je kopenskih, redke pa so poselile sladkovodne ekosisteme in morja (vendar ne odprtih morij).
S pajkovci se znanstveno ukvarja arahnologija, panoga biologije.

## Telesna zgradba
Telo pajkovcev je kot pri drugih členonožcih členjeno. Členi med seboj niso enaki (t. i. heteronomno členjenje) in tvorijo dve jasno definirani telesni regiji: glavoprsje in zadek.
Na glavoprsju je največkrat šest parov členjenih okončin. Prvi par imenujemo pipalke, pajkovci jih uporabljajo za hranjenje in obrambo. Manjši drugi par so pedipalpi, ti imajo čutilno vlogo, lahko pa sodelujejo tudi pri razmnoževanju, prehranjevanju in premikanju. Pri temačnikih so denimo zelo podobni nogam. Ostale okončine so namenjene premikanju. Velika večina pajkovcev ima štiri pare nog, po čemer jih najenostavneje ločimo od žuželk. Tri pare imajo samo ličinke pršic in predstavnikov reda Ricinulei ter nekatere odrasle pršice.
So večinoma mesojede živali in mnogi imajo tudi strupne žleze, s katerimi usmrtijo plen.

## Sistematska razdelitev
Glavne skupine (redovi) pajkovcev so:
- pajki (Araneae): na zadku so predilne bradavice (izločajo snov, ki se strdi na zadku)
- ščipalci oz. škorpijoni (Scorpiones): imajo podaljšan zadek, ki se končuje s strupno žlezo in z želom
- paščipalci (Pseudoscorpiones)
- suhe južine (Opiliones)
- pršice (Acarina);  drobne živali, najobsežnejša skupina pajkovcev, kamor uvrščamo klope in druge znane skupine

Poleg njih sodi med pajkovce še več manjših redov.